# Idaea puraria
Idaea puraria là một loài bướm đêm trong họ Geometridae.